# Landesregierung Schemel
Die Landesregierung Schemel unter Landeshauptmann Adolf Schemel war die erste Salzburger Landesregierung nach dem Zweiten Weltkrieg. Die amerikanische Besatzungsmacht schlug Schemel als Landeshauptmann vor. Er wurde am 23. Mai 1945 offiziell in diesem Amt bestätigt und behielt es bis zum Zusammentritt des ersten gewählten Landtags am 12. Dezember 1945.

## Regierungsmitglieder
Landeshauptmann
- Adolf Schemel

Stellvertreter
- Anton Neumayr

Landesräte
- Bartholomäus Hasenauer
- Herbert Gross
- Franz Peyerl
- Hans Meissnitzer